# Pardosa nigriceps
Espèce
Synonymes
- Lycosa nigriceps Thorell, 1856
- Lycosa congener O. Pickard-Cambridge, 1871

Pardosa nigriceps est une espèce d'araignées aranéomorphes de la famille des Lycosidae.

## Distribution
Cette espèce se rencontre en Europe.

## Description.

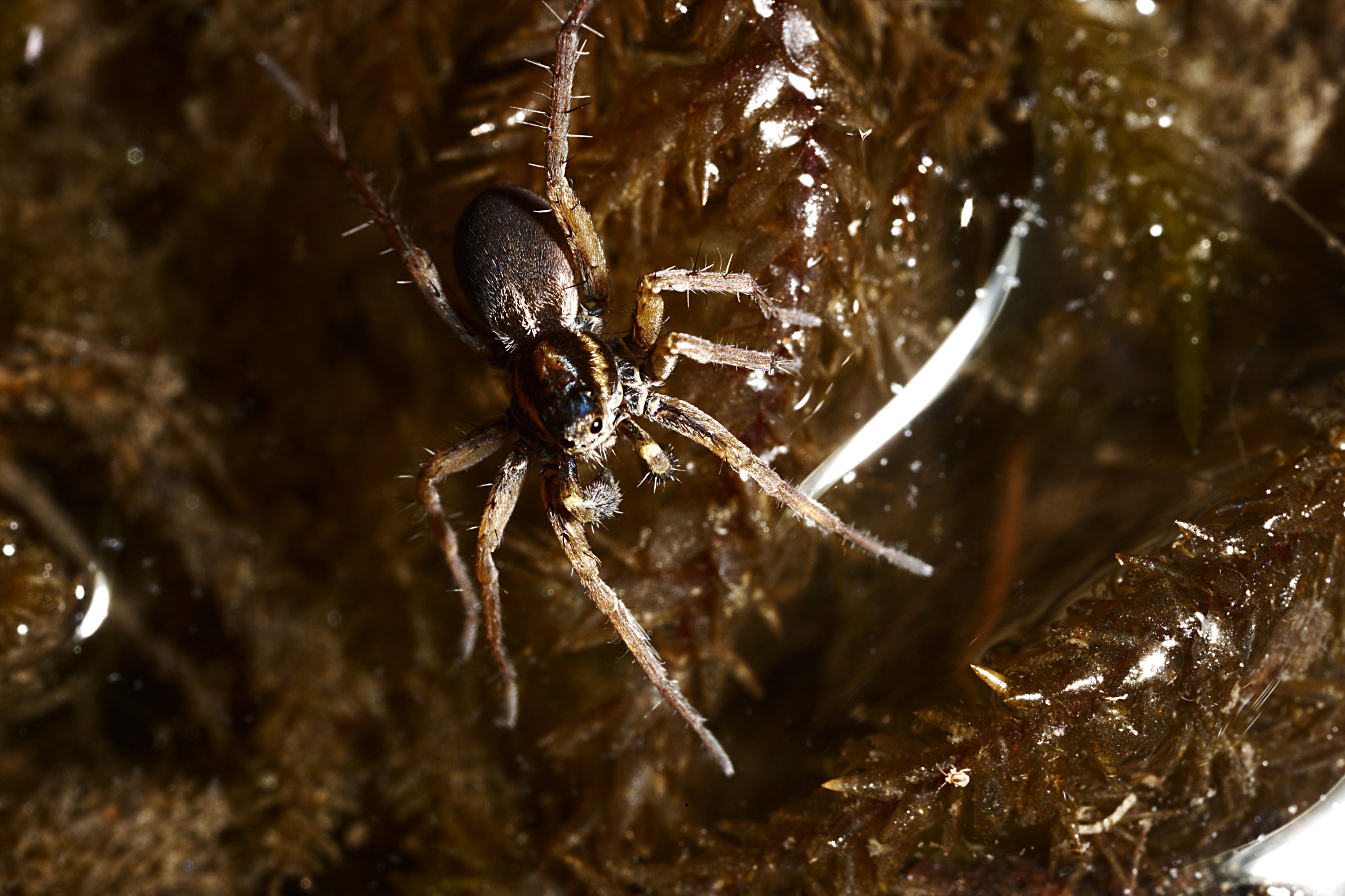
Pardosa nigriceps

Pardosa nigriceps est une araignée qui pour les femelles peut atteindre 5 à 10 mm et 4 à 8 mm mm pour les mâles.

## Publication originale
- Thorell, 1856 : Recensio critica aranearum suecicarum quas descripserunt Clerckius, Linnaeus, de Geerus. Nova Acta Societatis Regiae Scientiarum Upsaliensis, sér. 3, vol. 2, no 1, p. 61-176 (texte intégral).